# エンリケス・小平の分類
数学においてエンリケス・小平の分類（えんりけす・こだいらのぶんるい、英: Enriques–Kodaira classification）とは、コンパクトな複素曲面を10個のクラスへ分類する方法のことである。分類の各クラスはモジュライ空間によりパラメーター化することができる。大部分のクラスのモジュライ空間については良く理解されているが、一般型の曲面については明確に記述するには複雑すぎるとみられており、部分的結果しか知られていない。
初めにFederigo Enriques (1914, 1949) が複素射影曲面の分類を記述し、その後小平邦彦 がそれを代数的ではないコンパクト曲面を含む分類へと拡張した。標数 p > 0 における曲面の同様の分類を、David Mumford (1969) が行い、Enrico Bombieri and David Mumford (1976, 1977) により完成された。この分類は、標数 2 の場合に特異および超特異(supersingular)なエンリケス曲面を含むことや、標数 2 又は 3 の場合に準超楕円曲面が得られることを除けば、標数 0 の場合と類似している。

## 分類の内容

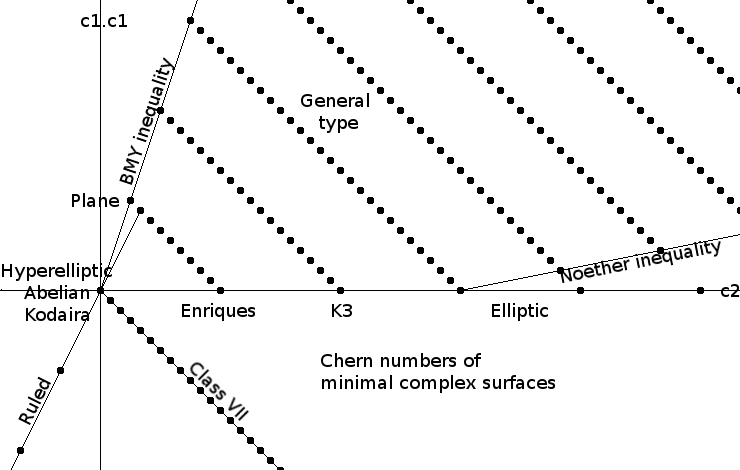
極小複素曲面のチャーン数

コンパクト複素曲面のエンリケス・小平の分類は、全ての非特異極小コンパクト複素曲面は、本ページに掲載している 10個のタイプの内のどれかである。10個のタイプは、有理曲面、線織（ルールド）曲面（種数 >0）、VII型、K3曲面、エンリケス曲面、小平曲面、トーリック曲面、超楕円曲面、固有な準楕円曲面、一般型曲面である。
一般型曲面を除く 9個のクラスは、全ての曲線がどのように見えるのかについての正しい完全な記述が得られている（VII型の曲面は、大域球状シェル予想(global spherical shell conjecture)が2009年段階では、未だに証明されていない）。一般型の曲面は、多くの例が見つかっているにもかかわらず、明確な分類について多くのことが知られているとは言えない。
正の標数での代数曲面の分類（Mumford 1969, Mumford & Bombieri 1976, 1977）は、標数 0 での代数曲面の分類に似ている。しかし、小平曲面やVII型曲面は存在しない。また、標数 2 の場合にはエンリケス曲面、標数 2 と 3 の場合の超楕円曲面には特別な族がある。標数 2 と 3 のとき、小平次元 1 の場合には、準楕円ファイバー構造が入る。これらの余剰な族は次のように理解することができる。標数 0 の場合のこれらの曲面は、有限群による曲面の商であるが、有限標数では、エタール(étale)ではない有限群スキームによる商となることも可能である。
オスカー・ザリスキ(Oscar Zariski)は、非分離拡大な曲面（ザリスキー曲面(Zariski surface)と呼ばれる）からみちびきだした、単線織（ユニルールド）ではあるが有理的でないようないくつかの正標数の曲面を構成した。セール(Serre)は、h0(Ω) が h1(O) と異なることがあることを示した。井草は、それらが等しいときでさえ、ピカール多様体の次元として定義される不正則数よりも大きくなることがあることを示した。

## 曲面の不変量

### ホッジ数と小平次元
コンパクト複素曲面の分類に使われる最も重要な不変量は、連接層の様々なコホモロジー群の次元で与えることができる。基本的な不変量の一つは、多重種数と次で定義されるホッジ数である。
- K は、断面が正則 2-形式であるような標準ラインバンドルである。
- n ≥ 1 に対し Pn = dim H0(Kn) は多重種数である。多重種数は双有理不変量、すなわち、ブローアップの下での不変量である。サイバーグ・ウィッテンの理論を使い、フリードマン(Friedman)とモルガン(Morgan)は、複素多様体の双有理不変量は基礎となる向き付けられた滑らかな 4-次元多様体にのみ依存することが示された。非ケーラー曲面では、多重種数が基本群により決定されるが、ケーラー多様体は正則ではあるが異なる多重種数と異なる小平次元を持つ曲面の例がある。個別の多重種数が頻繁に使われることは少なく、最も重要な双有理不変量はそれらの増加率を測る小平次元である。

- 小平次元を κ で表す。小平次元は多重種数が全て 0 であれば −∞ であり、他の場合は (Pn/n)κ が最も小さくなる値である（曲面では 0, 1 か 2 である）。エンリケスはこの定義を使わなかった。これに替えて、彼は、P12 と K.K = c12 の値を使った。小平次元 κ = −∞ は P12 = 0 に対応し、κ = 0 は P12 = 1 に対応し、κ = 1 は P12 > 1 かつ K.K = 0 に対応し、さらに κ = 2 は P12 > 1 かつ K.K > 0 に対応するので、エンリケスの定義は、小平次元を決定する。

- Ωi を正則 i-形式として、hi,j = dim Hj(X, Ωi) と表すと、これらをホッジ数と呼び、次のホッジダイアモンドとして並べられる。

```
                h
0,0

          h
1,0
         h
0,1

    h
2,0
         h
1,1
         h
0,2

          h
2,1
         h
1,2

                h
2,2
```

セール双対性 hi,j = h2−i,2−j であり、h0,0 = h2,2 = 1 である。曲面がケーラーであれば、hi,j = hj,i であるので、3つの独立なホッジ数が存在する。コンパクトな複素曲面は、h1,0 は h0,1 かもしくは、h0,1 − 1 のどちらかである。第一多重種数 P1 はホッジ数 h2,0 = h0,2 であり、幾何学種数とよばれることがある。複素曲面のホッジ数は、向き付けられた曲面の実ホモロジー環に依存していて、双有理変換の下に不変である。ただし、例外が h1,1 は一点でのブローアップに対して値が 1 ずつ増加する。

### ホッジ数に関連する不変量
次の挙げるように、ホッジ数を線型結合として表す（少なくとも複素曲面の)不変量は幾通りもある。
- b0,b1,b2,b3,b4 をベッチ数: bi = dim(Hi(S)) で表すと、b0 = b4 = 1 であり、b1 = b3 = h1,0 + h0,1 = h2,1 + h1,2 であり、b2 = h2,0 + h1,1 + h0,2 である。標数 p  > 0 の場合は、ベッチ数（l-進コホモロジーを使い定義する）はこの方法によりホッジ数へ関連付けられるというわけではない。

- e = b0 − b1 + b2 − b3 + b4 はオイラー標数、あるいは、オイラー数である。

- q は不正則数であり、ピカール多様体やアルバネーゼ多様体の次元であり、（素数の標数である必要はないが、）複素曲面の不正則数は、h0,1 である。

- pg = h0,2 = h2,0 = P1 は幾何種数である。

- pa = pg − q = h0,2 − h0,1 は算術種数である。

- χ = pg − q + 1 = h0,2 − h0,1 + 1 は、自明バンドルの正則オイラー標数である。（正則オイラー標数は上で定義したオイラー標数 e とは普通は異なる。）ネター公式により、トッド種数(Todd genus) (c12 + c2)/12 に等しい。
- τ は（複素曲面の第二コホモロジーの）符号(signature)であり、4χ−e に等しく、この値は Σi,j(−1)jhi,j である。
- b+ と b− は、それぞれ、H2 の最大の正定値部分空間の次元と負定値部分空間の次元であるので、b+ + b −  = b2 と b+ − b− = τ が成り立つ。
- c2 = e と c12 = K2 = 12χ − e は、チャーン数であり、多様体上のチャーン類の様々な多項式の積分で定義される。

複素曲面に対し、ホッジ数の項で定義された上記の不変量は、基礎となっている向き付けられた位相多様体に依存している。

### 他の不変量
分類にはさほどは使われないコンパクト複素曲面の不変量が他にもある。これらの中には、因子の線型同値(linear equivalence)を modulo とするピカール群 Pic(X) やそのピカール数 ρ のランクを持つネロン・セヴィリ群 NS(X) といった代数的不変量や、基本群 π1 や整数係数ホモロジー群やコホモロジー群といった位相不変量、サイバーグ・ウィッテン不変量やドナルドソン不変量といった基礎となる滑らかな 4-次元多様体の不変量がある。

## 極小モデルとブローアップ
任意の曲面は非特異曲面と双有理同値であり、従って、目的の大半に対し、非特異曲面の分類で充分である。
曲面上の与えられた点に対し、この点でのブローアップ(blowing up)により新しい曲面を構成できる。ブローアップの大まかな意味は、この点を一本の射影直線のコピーと置き換えることである。非特異曲面は、一点でのブローアップを繰り返すことで他の非特異曲面へ至ることができないとき、極小(minimal)と呼ばれる。このことは、−1-曲線（自己交点数が −1 である有理曲線）を持たないことと同値である。全ての曲面 X は極小非特異曲面と双有理であり、この極小非特異曲面は X が少なくとも小平次元が 0 であれば、あるいは代数的でないならば、一意に決まる。小平次元 −∞ の代数曲面は、1 以上の極小曲面に双有理同値となりうるが、これらの極小曲面どうしの関係を記述することは容易である。例えば、P1×P1 を一点でブローアップすると P2 を 2回ブローアップした曲面と同型である。従って、全てのコンパクト複素曲面を双有理同値で分類することは、極小非特異曲面を分類することで充分である。

## 小平次元−∞ の曲面
小平次元 −∞ の代数曲面は次のように分類される。q > 0 であれば、アルバネーゼ多様体への写像は射影直線であるファイバーを持つ。すると、（曲面を極小とすると、）曲面は線繊曲面となる。q = 0 であれば、アルバネーゼ多様体は一点となるので、議論とはならないが、しかし、この場合には、カステルヌオボーの定理は曲面が有理曲面であることを意味する。
非代数的曲面に対して、小平は曲面の余剰なクラスである VII型と呼ばれるクラスを見つけ出したが、このクラスは未だに良く理解されてはいない。

### 有理曲面
有理曲面とは、複素射影平面(complex projective plane)  P2 に双有理同値な曲面である。これらはみな代数的である。極小有理曲面は P2 自身で、ヒルツェブルフ曲面は n = 0 もしくは、n ≥ 2 に対して、Σn である。ヒルツェブルフ曲面 Σn は層 O(0)+O(n) に付随する P1 上の P1 バンドルである。曲面 Σ0 は P1×P1 に同型で、Σ1 は P2 を一点でブローアップした曲面であるので、極小ではない。
不変量： 多重種数はみな 0 であり、基本群は自明である。
ホッジダイアモンド：
```
            1
       0         0
  0         1         0      (射影平面)
       0         0
            1
```

```
            1
       0         0
  0         2         0      (ヒルツェブルフ曲面)
       0         0
            1
```

例： P2, P1×P1 = Σ0 ヒルツェブルフ曲面 Σn、二次曲面、三次曲面(cubic surface)、デルペッゾ曲面(del Pezzo surface)、ヴェロネーゼ曲面(Veronese surface)がある。これらの多くの例は極小ではない。

### 種数 >0 の線織曲面
種数 g の線織（ルールド）曲面は、ファイバーが直線 P1 であるような種数 g の曲線への滑らかな射を持つ。それらはみな代数的である。（種数 0 のルールド曲線はヒルツェブルフ曲面であり、有理曲面である。）全ての線織曲面は一意的な曲線 C が存在し、P1×C へ双有理同値であるので、線織曲面の分類は双有理同値を同一視すると本質的には曲線の分類と同一となる。P1×P1 と同型ではない線織曲面は、一意に線織構造 (P1×P1 は 2つの線織構造）を持っている。
不変量： 多重種数はみな、0 である。
ホッジダイアモンド：
```
           1
       g       g
   0       2       0
       g       g
           1
```

例： 任意の種数 > 0 の曲線と P1 の積

### VII型曲面
これらの曲面は決して代数的やケーラー的ではない。b2=0 である極小な VII型曲面の極小モデルは、ボゴモロフ(Bogomolov)により分類されていて、ホップ曲面(Hopf surface)かもしくは、井上曲面(Inoue surface)である。正の第二ベッチ数を持つ例は、井上・ヒルツェブルフ曲面(Inoue-Hirzebruch surface)、榎木曲面(Enoki surface)とさらに一般の加藤曲面(Kato surface)を含んでいる。大域球状シェル予想(global spherical shell conjecture)は、正の第二ベッチ数を持つ極小な VII型のクラスは加藤曲面であることを意味していて、このことは VII型の曲面の完全な分類を意味していると言っても良い。
不変量： q=1, h1,0 = 0 であり、多重種数はみな 0 である。
ホッジダイアモンド：
```
         1
     0       1
 0       b
2
      0
     1       0
         1
```

## 小平次元 0 の曲面
小平次元 0 の曲面は、ネター公式 12χ=c2 + c12 から始めることにより分類することができる。小平次元 0 の曲面に対し、K は自己交点数は 0 であるので、c12 = 0 である。χ= h0,0 − h0,1 + h0,2 と c2 = 2 − 2b1 + b2 を使うと
10 + 12h0,2 = 8h0,1 + 2(2h0,1 − b1) +b2.
であることが分かる。さらに、κ が 0 であるので、（K = 0 であれば）h0,2 は 1 であるか、または（そうでない場合は） 0 であるかのどちらかである。一般に、2h0,1 ≥ b1 であるので、右辺の 3つの項は、非負の整数であり、この方程式にはいくつかの解しかない。代数的曲面に対して 2h0,1 − b1 は、0 と 2pg の間の偶数であり、一方、コンパクト複素曲面に対しては 0 か 1 であり、ケーラー曲面に対しては 0 である。ケーラー曲面に対しては、h1,0 = h0,1 が成り立つ。
これらの条件の大半の解は、次の表に示すように曲面のクラスに対応している。
| b2 | b1 | h0,1 | pg =h0,2 | h1,0 | h1,1 | 曲面                     | 体                                                                   |
| -- | -- | ---- | -------- | ---- | ---- | ------------------------ | -------------------------------------------------------------------- |
| 22 | 0  | 0    | 1        | 0    | 20   | K3曲面                   | 任意の体、常に複素数上でケーラー的であるが、代数的である必要はない。 |
| 10 | 0  | 0    | 0        | 0    | 10   | 古典的なエンリケス曲面   | 任意の体、常に代数的                                                 |
| 10 | 0  | 1    | 1        |      |      | 非古典的なエンリケス曲面 | 標数 2 の体の場合のみ                                                |
| 6  | 4  | 2    | 1        | 2    | 4    | アーベル曲面、トーラス   | 任意の体、常に複素数上のケーラー的であるが、代数的である必要はない。 |
| 2  | 2  | 1    | 0        | 1    | 2    | 超楕円曲面               | 任意の体、常に代数的                                                 |
| 2  | 2  | 2    | 1        |      |      | 準超楕円曲面             | 標数 2, 3 の体の場合のみ                                             |
| 4  | 3  | 2    | 1        | 1    | 2    | 第一種小平曲面           | 複素数体上のみ、決してケーラー的ではない                             |
| 0  | 1  | 1    | 0        | 0    | 0    | 第二種小平曲面           | 複素数体上のみ、決してケーラー的ではない                             |

### K3曲面
K3曲面は小平次元 0 の q = 0 で自明な標準バンドルを持つ極小コンパクトな複素曲面である。K3曲面はみなケーラー多様体である。全ての K3曲面は微分同相であり、微分同相類は滑らかなスピンを持つ単純連結 4-次元多様体の重要な例である。
不変量： 第二コホモロジー群 H2(X, Z) は、次元 22 で符号が −16 の唯一の偶のユニモジュラ格子(unimodular lattice) II3,19 に同型である。
ホッジダイアモンド：
```
           1
       0       0
   1      20      1
       0       0
           1
```

例:
- P3(C) の中の次数 4 の超曲面
- クンマー曲面（英語版）(Kummer surface) クンマー曲面はアーベル曲面を自己同型 a → −a で割り、16個の点でブローアップした商空間として得られる。

マーク付きの(marked) K3曲面は、K3曲面と II3,19 から H2(X, Z) への同型をペアと考える。マーク付きのK3曲面のモジュライ空間は、連結だがハウスドルフ的でない滑らかな次元 20の解析空間である。代数的K3曲面は、その 19次元の部分多様体の可算個の集まりである。

### アーベル曲面と 2-次元複素トーラス
2-次元複素トーラス(complex tori)はアーベル曲面を含んでいる。1-次元複素トーラスは、まさに楕円曲線であり、みな代数的であるが、リーマン(Riemann)は 2-次元複素トーラスの大半は代数的でないことを発見した。代数的なアーベル曲面はまさに 2-次元アーベル多様体である。2-次元アーベル多様体の理論の大半は、高次元トーラスや高次元アーベル多様体の特殊な場合である。2つの楕円曲線の積となっている条件は、（同種を除き）19世紀の人気のある研究であった。
不変量： 多重種数はみな 1 である。曲面は S1×S1×S1×S1 に微分同相であるので、基本群は Z4 である。
ホッジダイアモンド：
```
           1
       2       2
   1       4       1
       2       2
           1
```

例： 2つの楕円曲線の積。種数 2 の曲線のヤコビ多様体。格子による C2 の任意の商。

### 小平曲面
小平曲面は、定数でない有理型函数を持っているにもかかわらず代数的ではない。小平曲面は、普通は、2つのタイプへ分ける。第一種小平曲面は自明な標準バンドルを持っている曲面であり、第二種小平曲面は、第一種小平曲面の位数 2, 3, 4 もしくは 6 を持つ有限群により割った商であり、非自明な標準バンドルを持つ。第二種小平曲面は、エンリケス曲面が K3曲面に対する関係や超楕円曲面がアーベル曲面に対する関係と同じ第一種小平曲面との関係をもっている。
不変量： 曲面が第一種小平曲面を位数 k=1,2,3,4,6 の群で割った商であれば、n が k で割ることができれば多重種数 Pn は 1 であり、そうでない場合は 0 である。
ホッジダイアモンド：
```
           1
       1       2
   1       2      1       (第一種小平曲面)
       2       1
           1
```

```
           1
       0       1
   0       0      0       (第二種小平曲面)
       1       0
           1
```

例： 楕円曲線上の非自明なラインバンドルを取り、零切断を取り除き、複素数変数 z のべきによる乗法として作用する Z でファイバーを割る。これが第一種小平曲面である。

### エンリケス曲面
エンリケス曲面は、q = 0 で標準ラインバンドルが自明ではない複素曲面であるが、標準ラインバンドルを二乗すると自明となる。エンリケス曲面はみな、代数的（従ってケーラー的）である。それらは、K3曲面を位数 2 の群で割った商であり、その上の理論は代数的なK3曲面の理論に似ている。
不変量： Pn は n が偶数であれば 1 であり、n が奇数であれば 0 である。基本群は位数が 2 である。第二コホモロジー群 H2(X, Z) は 10-次元の一意な偶のユニモジュラ格子(unimodular lattice) II1,9 と符号 -8 と位数 2 の群の和に同型である。
ホッジダイアモンド：
```
          1
      0       0
  0      10       0
      0       0
          1
```

マーク付きのエンリケス曲面は、連結な 10-次元の族を形成し、明確に記述される。
標数 2 のときは、特異エンリケス曲面や超特異エンリケス曲面と呼ばれるいくつかの余剰なエンリケス曲面の族が存在する。詳細は、エンリケス曲面を参照。

### 超楕円曲面
複素数上の超楕円曲面は、2つの楕円曲線の積の自己同型群である有限群で割った商である。可能な有限群は Z/2Z, Z/2Z+Z/2Z, Z/3Z, Z/3Z+Z/3Z,
Z/4Z, Z/4Z+Z/2Z, もしくは、Z/6Z であり、楕円曲面の 7つの族を形成する。標数 2, 3 の体の上では、非エタール群スキームによる商である余剰な族が存在する。詳しくは超楕円曲面を参照。
ホッジダイアモンド：
```
          1
      1       1
  0       2      0
      1       1
          1
```

## 小平次元 1 の曲面
楕円曲面は、楕円ファイバーを持つ曲面である。楕円ファイバーとは、有限個のファイバーを除く全てのファーバーが種数 1 の滑らかな既約曲線であるような曲線 B への全射正則写像が存在する場合を言う。そのようなファイバーの生成ファイバーは、B の函数体上の種数 1 の曲線である。逆に、曲線の函数体上の種数 1 の曲線が与えられると、相対的極小モデルは楕円曲面となる。小平や他の研究者は、全ての楕円曲線を完全に記述した。特に、小平は、可能な特異ファイバーの完全な表を記述した。楕円曲面の理論は、離散付値環（例えば、p-進整数の環）とデデキント整域（例えば数体の整数環）による楕円曲線の固有な正則モデルの理論に似ている。
標数が 2 や 3 のとき、ほとんど全てのファイバーが単純なノードを持つ有理曲線であるような準楕円曲面(quasi-elliptic)が得られる。単純なノードは「退化した楕円曲線」である。
小平次元 1 の全ての曲面は、楕円曲面（標数 2, 3 のときは準楕円曲面）であるが、逆は正しくない。楕円曲面は、小平次元 −∞, 0, や 1 となることも可能である。全てのエンリケス曲面や全ての超楕円曲面(hyperelliptic surface)や全ての小平曲面(Kodaira surface)は楕円曲面であり、K3曲面やアーベル曲面や有理曲面の中には楕円曲面が存在し、これらの例は小平次元が 1 より小さい。基礎となる曲線 B の種数が少なくとも 2 か 2 以上である場合は、常に小平次元は 1 であるが、小平次元が 1 であるが B の種数が 0 や 1 であるような楕円曲面も存在する。
不変量： c12 = 0, c2≥ 0.
例： E が楕円曲線で B の種数が少なくとも 2 の曲線であれば、E × B は小平次元 1 の楕円曲面である。

## 小平次元 2 の曲面（一般型曲面）
一般型曲面はみな、代数的であり、ある意味ではほとんどの曲面はこのクラスに属するとも言える。ギーセカ(Gieseker)は一般型曲面の粗いモジュライスキーム(coarse moduli scheme)が存在することを示した。このことは、チャーン数 c12 と c2 を固定すると、これらのチャーン数を持つ一般型曲面を分類する準射影スキームが存在することを意味する。しかし、これらのスキームを明確に記述することは非常に難しい問題で、これがなされている場合は極めて少ない。
不変量： 一般型曲線の極小複素曲面のチャーン数が満たさねばならない条件がいくつかある。
- c12 > 0, c2 > 0
- c12 ≤ 3c2 (ボゴモロフ・宮岡・ヤウの不等式)
- 5c12 − c2 + 36 ≥ 0 (ネター不等式)
- c12 + c2 は 12 で割ることができる。

これらの条件を満たす整数のペアは、これをチャーン数とする一般型の複素曲面が存在する。
例： 最も単純な例は、種数が少なくとも 2 であるような 2本の曲線の積や P3 の中の次数が少なくとも 5 か 5 以上の超曲面である。他にも多くの構成が知られている。しかし、大きなチャーン数を持つ一般型曲面の「典型」例を実現するような構成は知られていない。事実、一般型曲面の「典型」の妥当な考え方が存在するかさえ知られていない。他にも多くの例の族が見つかっている。例えばヒルベルトモジュラ曲面(Hilbert modular surface)やフェイク射影平面(fake projective plane)やバーロー曲面(Barlow surface)などなど。